# Guadalupe de Maciascoque
Guadalupe es una pedanía del municipio de Murcia, en la Región de Murcia (España), que cuenta con 8111 habitantes (INE 2024). Su extensión territorial es de 6,02 km². El núcleo principal, denominado Guadalupe de Maciascoque,  esta cruzado en toda su extensión de este a oeste por el paralelo 38°0′0″ latitud Norte. Se sitúa al NO de la ciudad de Murcia, distando ambos centros urbanos 4 km. Tiene una altitud media de 57 m s. n. m.
Guadalupe de Maciascoque es uno de los lugares más antiguos del concejo y huerta de Murcia. Tuvo sus orígenes en el siglo XV y en 1561 constituyó el señorío de Maciascoque, manteniéndose así hasta la abolición de los señoríos españoles entre en 1837. Durante el Trienio Liberal de 1820-1823 tuvo ayuntamiento propio, capitalizado por la villa constitucional de Guadalupe.

## Geografía
| Noroeste: Javali Viejo          | Norte: Molina de Segura                  | Noreste: El Puntal             |
| Oeste: La Ñora                  | Puntos cardinales                        | Este: Espinardo y La Albatalía |
| Suroeste: Rincón de Beniscornia | Sur: Rincón de Beniscornia y La Arboleja | Sureste: La Albatalía          |

## Breve descripción

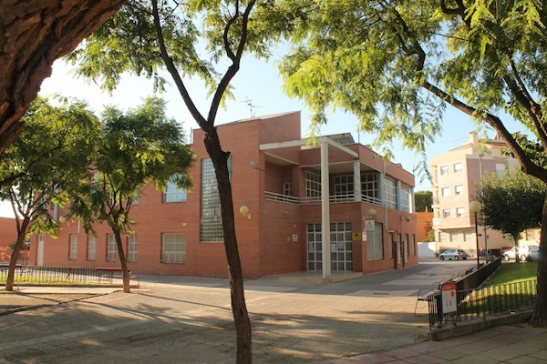
Centro municipal de Guadalupe

Los orígenes poblacionales de las tierras de Guadalupe, en la margen izquierda del río Segura y dentro del antiguo concejo de Murcia, con repoblamiento castellano tras la conquista del reino al dominio musulmán a mediados del siglo XIII, conoció un núcleo poblacional existente junto a la acequia Churra la Vieja, compuesto de 37 casas, horno de pan cocer, carnicería y varios hornos de ladrillos, que en la primera mitad del siglo XVI pertenecía al potentado regidor murciano Juan de Valibrera, a quien por su emprendedora actividad en la zona se le puede considerar como fundador del pueblo y de su iglesia antes de 1550, que después fue parroquia y que a final algunas décadas después se dedicó a la Virgen de Guadalupe, por influencia de la orden jerónima. Sin embargo, habiendo sido acusado Valibrera de judaizante y llevado a la hoguera en 1560 por auto de fe de la Inquisición en Murcia, sus bienes fueron confiscados y vendidos a principios de 1561 al mayorazgo de Maciascoque, tomando posesión de estas tierras y convertidas en señorío por Macias Coque Riquelme, caballero de la orden de Santiago desde 1556.
La Huerta de Murcia es la protagonista en el paisaje guadalupano, con el arbolado de cítricos como cultivo predominante, por la que discurren las muy antiguas acequias del heredamiento norte de la Huerta, entre ellas la Aljufía. 
Todas las fiestas de la pedanía están amenizadas con música, no en vano esta población posee bandas propias desde el siglo XIX. Entre las celebraciones que conmemoran destacan las patronales en honor a la Virgen de Guadalupe, el Auto de los Reyes Magos y la Semana Santa.
En el ámbito territorial de la pedanía de Guadalupe (5.242 habitantes en 2011, según INE) se ubican diversos núcleos poblacionales: el lugar de Guadalupe de Maciascoque (4.645 habitantes, de los cuales hay 4.605 concentrados), el caserío huertano de La Galapacha (396 habitantes), la urbanización de Agridulce (199 habitantes), la urbanización Mirador de Agridulce (792 habitantes) y otros diseminados de la pedanía de Guadalupe (248 habitantes).
En Guadalupe está ubicado el Centro Meteorológico Territorial de Murcia (Agencia Estatal de Meteorología).

## Historia

### Introducción
La historia de Guadalupe de Maciascoque resulta enigmática en sus orígenes, pues son diversas las teorías que se han barajado para esclarecer el momento en que comenzó a gestarse el núcleo poblacional.
D. Luis Lisón arroja algo de luz sobre el origen de la pedanía en su estudio histórico Guadalupe de Macías Coque. ¿Fundación del judaizante Juan de Valibrera?. En esta obra se explica que fue Juan de Valibrera el fundador de Guadalupe en el siglo XVI, y quien edificó casas en el lugar, poblándolo y poniendo en cultivo sus tierras. Incluso erigió la primitiva iglesia de la Virgen de Guadalupe, influenciado por la orden de los Jerónimos, recién llegada a la zona.
El Santo Oficio de la Inquisición quemó en la hoguera a Valibrera acusándolo de judaizante y, a partir de este suceso, Guadalupe sería regida por los Coque, que legarían su apellido al topónimo de la pedanía.
A mediados del siglo XIX y tras una breve experiencia independiente se convierte definitivamente en pedanía de Murcia. Un lugar de especial encanto, que se confunde entre árboles frutales y hortalizas y que basa su desarrollo económico en los sectores industrial y de servicios, principalmente.

### Edad Media
El hecho de que Guadalupe de Maciascoque se encuentre en el sector central-septentrional de la Huerta de Murcia lleva a situar sus orígenes en la Edad Media musulmana.
Los musulmanes fundaron la ciudad de Murcia en el siglo IX bajo el nombre de Medina Mursiya y desecaron la vega del Segura, que por entonces resultaba inhabitable por encontrarse anegada por el agua.
Con un sabio sistema de riego a base de azudes, acequias, canales y norias, este pueblo logró convertir estas tierras en una fértil huerta, que pronto se vio salpicada de alquerías, rahales, árboles frutales y cultivos de hortalizas y legumbres.
Sin embargo, a pesar de que muchas de las actuales pedanías de la Huerta de Murcia conocieron a sus primeros habitantes por esta época, no se ha encontrado referencia documental alguna al estado del territorio de Guadalupe durante la dominación musulmana.
Habrá que esperar a la conquista de Granada (1492), último bastión musulmán en la Península, para que la paz y la seguridad anime a asentarse en las cercanías de las tierras cultivables, aumentando el número de viviendas en los escasos núcleos existentes y originándose nuevas poblaciones.
A pesar de que entre estas nuevas localidades podría encontrarse la de Guadalupe, no se tiene constancia de la existencia de un núcleo en la zona hasta mediados del siglo XVI.
De lo que sí se tienen noticias fehacientes es de que miembros de la familia Coque tenían tierras en la zona de Beniscornia en el siglo XV.

### Edad Moderna
En un intento de esclarecer los inciertos orígenes de Guadalupe, D. Luis Lisón expone en su estudio histórico Guadalupe de Macías Coque. ¿Fundación del judaizante Juan de Valibrera?, un fragmento de un manuscrito inédito existente en la Real Academia de la Historia y que habría sido escrito por el autor del siglo XVIII, Hermosino Parrilla, bajo el título 'Fragmentos históricos eclesiásticos y seculares del Obispado de Cartagena':
'Antiguamente se llamaba Guadalupe; pero habiendo doña Constanza de Avilés (hija de Gonzalo de Avilés y de doña Isabel Fontes), dueña del lugar de Guadalupe, casado con don Macías Coque Riquelme, se empezó a llamar Macías Coque'.
Este texto ha llevado a pensar que antes de pertenecer a la familia Coque, Guadalupe sería propiedad de la familia de los Avilés.
Sin embargo, ahondando aún más en el misterioso origen de la pedanía, D. Luis Lisón estudia las aportaciones del historiador Guy Lemeunier, las cuales arrojan luz sobre las raíces históricas de la población de Guadalupe. Él considera que antes de caer en manos de los Coque perteneció a los Valibrera, una de las familias con más solera y fortuna de la Murcia durante el siglo XVI.
En una amplia campaña contra los judaizantes de Murcia y otros lugares, el Santo Oficio de la Inquisición procesó al regidor Juan de Valibrera, acusándole de propagar el judaísmo, le confiscó sus bienes y lo quemó en la hoguera, emplazada en lo que actualmente es el jardín de Floridablanca.
Entre las propiedades de Valibrera estaban las tierras que actualmente ocupa la pedanía de Guadalupe, Juan, el patriarca, había ido edificando en ellas su propio pueblo de señorío poniendo la tierra en cultivo y poblando la zona.
Mandó construir una pequeña iglesia que puso bajo el patronazgo de Nuestra Señora de Guadalupe, por influencia de la Orden de los Jerónimos, por entonces recién instalada en estas tierras.

### El Canónigo Macías Coque compra Guadalupe
Tras la confiscación de los bienes de Juan de Valibrera por el Santo Oficio, Franco de Franquiz aparece como el receptor de ellos. Éste vendió a Macías Coque, Canónigo de la Santa Iglesia Catedral de Cartagena, 'un lugar que es en el Tayguero de Churra, huerta de esta ciudad', y que no era otro que el actual Guadalupe de Maciascoque.
La venta tuvo lugar en la ciudad de Murcia a fecha de 4 de febrero de 1561, en precio de 1.218.750 maravedíes.
En la escritura de venta del canónigo, aparecen en el lugar 37 casas, que no estarían ocupadas en su totalidad, puesto que en el censo de ese mismo año, Guadalupe cuenta con 31 familias.
El Canónigo Macías Coque era tío de Macías Coque Riquelme, que en el siglo XVI contrajo matrimonio con Constanza de Avilés. Dos años después del enlace, el canónigo traspasó a su sobrino la heredad de Guadalupe.
En 1571 la iglesia se convierte en parroquia y en el Censo de Provincias Ordinarias y Partidos de la Corona de Castilla del año 1594 dentro de Murcia , se incluye Guadalupe.
En la pedanía ya no se puede admirar la Torre del Zoco, una casona del siglo XVI que fue derribada y que constituyó el primitivo lugar del señorío de Macíascoque. También se conserva el azud en la rambla de Echevarría, presa hidráulica que sirvió para recoger las aguas pluviales para la hacienda que constituyó el señorío. Desde el siglo XVII la Hacienda también contó con una noria para la elevación de las aguas de la acequia Churra la Nueva, así como una almazara que estuvo en funcionamiento hasta finales del siglo XIX.

### La enigmática disociación de Guadalupe y el lugar de Maciascoque
Resulta, cuanto menos curioso, dentro del cúmulo de interrogantes que constituyen la génesis de la pedanía, que en el censo de moriscos de 1583 aparece por un lado Guadalupe con cinco moriscos y por otro, el lugar de Macías Coque con dos. De igual modo, según señala Abelardo Merino a partir de los documentos del siglo XVI y de principios del XVII, aparecen como cosas diferentes ambas denominaciones; es más, cuando se habla de parroquias de Murcia se mencionan como anexos independientes la iglesia de Guadalupe y la del lugar de Macías Coque.
La creencia más generalizada, sobre todo desde cuanto señala el Catastro del marqués de Ensenada, realizado entre 1749 y 1756, el lugar de Macias Coque ( o también Maciascoque) es el núcleo poblacional principal del partido, mientras que Guadalupe es el nombre que adquirió dicho partido a finales del siglo XVI.

### La construcción del Monasterio de Los Jerónimos

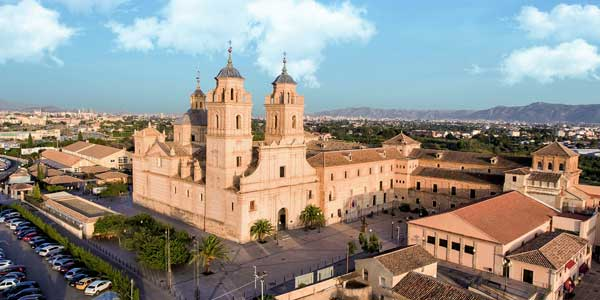
Monasterio de Los Jerónimos, edificado a principios del en Guadalupe (Murcia). Desde 1996 es sede de la Universidad Católica de Murcia (UCAM)

Originariamente conocido por Monasterio de los Jerónimos de San Pedro de la Ñora, por así estar establecido por la orden desde que se fundó en La Ñora en 1579, aunque desde que se construyó a principios del siglo XVIII y más aún tras su exclaustración un siglo después, es más conocido por "Los Jerónimos".
A principios del siglo XVII la zona continúa estando escasamente poblada, ya que el censo de 1610 refleja que vivían en ella unas 115 personas, de las que una docena eran moriscos. Entonces era Señor de Guadalupe de Maciascoque don Gaspar de Rocafull, por haber casado con doña Juana Coque Puxmarín.
En 1713 en la Relación de la jurisdicción que comprende el corregimiento de la ciudad de Murcia figura Guadalupe determinado como un lugar de señorío secular con alcalde de nombramiento real.
En esta época la Orden de los Jerónimos inicia después de 1705 las obras de un monasterio que será inaugurado el 1 de febrero de 1738 por el obispo Tomás J. de Montes, tras colocarse en la fachada las armas del fundador. La Orden edificó el colosal monasterio en una propiedad que poseían, en un lugar elevado a salvo de las inundaciones. El motivo era la sustitución de la casa residencial que en precario habitaba la Orden en la localidad de La Ñora desde 1579. Para el Monasterio de los Jerónimos el ilustre escultor Francisco Salzillo, realizó en 1755 una bella talla de San Jerónimo.

### Edad Contemporánea
Con la Constitución de Cádiz de 1812, que dictaba la institución de nuevos ayuntamientos en lugares que poseyeran una parroquia y con una población superior a los mil habitantes, numerosas localidades de la provincia de Murcia se constituyeron en concejos independientes.
Contaría con identidad propia en 1820 cuando los liberales volvieron a hacerse con el triunfo, Guadalupe se constituyó en ayuntamiento propio.
La duración de esta situación administrativa fue breve, puesto que con la vuelta del absolutismo en 1823, quedó suprimido su ayuntamiento y el término pasó al municipio contiguo de Espinardo, junto con Churra y El Castellar, hoy Cabezo de Torres.
En 1848 quedaba anulado en funciones el ayuntamiento de Espinardo y sus competencias las asumió el de Murcia bajo la autoridad de un alcalde pedáneo. De esta forma Guadalupe se convierte definitivamente en una pedanía del municipio de la capital de Murcia.

### El Guadalupe decimonónico
El famoso Diccionario geográfico-estadístico-histórico de España y sus posesiones de Ultramar, editado por Pascual Madoz entre 1845 y 1850, ofrece una breve descripción sobre el aspecto que presentaría aquel Guadalupe de Maciascoque de mediados del siglo XIX.
La población contaba con 1.249 habitantes, una iglesia que funcionaría como ayuda de parroquia de la de Espinardo y 1.834 tahúllas de riego de moreral, que producían seda, trigo, maíz, pimientos y otras hortalizas. En las tierras de secano había varios plantíos de olivar, donde se producía algún aceite de excelente calidad. Los guadalupanos del siglo XIX se dedicaban a cultivar las parcelas circundantes, destacando también la producción del pimiento para la elaboración del pimentón. En otro orden económico, se conoció la existencia de algunos molinos y diversas actividades artesanales.

### Los avatares del Monasterio de los Jerónimos, en los siglosXIXyXX
La Orden de los Jerónimos permaneció en el Monasterio hasta 1836, cuando la Desamortización de Mendizábal lo expropió y depositó en manos de las autoridades civiles que lo destinaron a otros usos, como cuartel y hospital, trasladando su patrimonio artístico a otras iglesias murcianas. Así,  la figura de San Jerónimo que había sido esculpida por Salzillo en 1755, terminó siendo depositada en la catedral de Murcia.
El Monasterio de los Jerónimos quedó así descuidado, hasta que los obispos Francisco Landeira y Diego Alguacil ordenaron su restauración y lo cedieron a la Compañía de Jesús en 1878, que lo habilitó para noviciado, colegio, terceronato y residencia de la Compañía, cuya presencia aquí hasta 1980 lo fue durante un siglo, siendo germen de innumerables religiosos jesuitas salidos de la vecindad del propio Guadalupe, localidad esta donde además quedó establecido el importante panteón de los jesuitas murcianos desde finales del siglo XIX.
La Compañía de Jesús fue disuelta en 1932 y durante la Guerra Civil se estableció en el Monasterio una activa escuela militar de Aviación del ejército de la República. Regresados los jesuitas tras la Guerra Civil, nuevamente comenzaron a ejercer unas escuelas primarias que se crearon en décadas anteriores, a las que se agregó un centro de maestría industrial. En 1949 se creó anejo al monasterio un convento de religiosas Esclavas de Cristo Rey para la realización de ejercicios espirituales, que medio siglo después se trasladan a otra zona en Guadalupe con un nuevo convento y casa de oración con el título de Sagrado Corazón.

## La pedanía de Guadalupe hoy
En 1981, una pequeña parte del territorio histórico que siempre constituyó la pedanía de Guadalupe, de solo 1,008 km² existente al sur de la misma, que por entonces censaba poco más de 500 habitantes y encuadrado entre un anchuroso meandro del río Segura y la acequia mayor Aljufía, se separó administrativamente de aquella para constituir la entidad poblacional de Rincón de Beniscornia como pedanía independiente dentro del municipio de Murcia.

### Descripción poblacional
La población de Guadalupe de Maciascoque ha ido creciendo a lo largo del siglo XX a un ritmo discreto y siempre manteniendo sus cifras en torno a los 4.000 y 4.500 habitantes. En 1962 contaba con una población de 4.819 habitantes, sin embargo en 1981 se aprecia en la pirámide de población de la pedanía una muesca pronunciada (2.995 habitantes) que se justifica con el hecho de que ese año una parte de su territorio se disgregó, naciendo la pedanía de Rincón de Beniscornia, una aldea que dependía administrativamente de Guadalupe desde la época medieval de la cual se dice que los orígenes de las pedanías de La Ñora y Guadalupe salieron de Rincón de Beniscornia, que existía antes que ambos pueblos como núcleo poblacional y partieron hacia otras zonas debido a las riadas del Río Segura.
A partir de ese momento se produce una lenta pero progresiva recuperación demográfica, que lleva hasta los 3.802 habitantes de 1996 y los 4.455 de 2004. La más reciente evolución poblacional de Guadalupe ha sido la siguiente: 5734 habitantes el 01/01/2008, 5941 habitantes el 01/01/2009, 6161 habitantes el 01/01/2010, 6242 habitantes el 01/01/2011, 6267 el 01/01/2012 y 6346 el 01/01/2013 (Fuente:Instituto Nacional de Estadística). 
Se trata de una población principalmente ocupada en el sector industrial y en el de servicios, con protagonismo predominante del primero. Actualmente, la pedanía comprende las urbanizaciones de Agridulce, Mirador de Agridulce y Jardín de los Jerónimos, el casco urbano del pueblo de Guadalupe de Maciascoque y el caserío diseminado de La Galapacha.

### Evolución demográfica en los últimos años
| 1990  | 1991  | 1992  | 1993  | 1994  | 1995  | 1996  | 1997  | 1998  | 1999  | 2000  | 2001  | 2002  | 2003  | 2004  | 2005  | 2006  | 2007  | 2008  | 2009  | 2010  | 2011  | 2012  | 2013  | 2014  | 2015  | 2016  | 2017  | 2018  | 2019  | 2020  | 2021  |
| ----- | ----- | ----- | ----- | ----- | ----- | ----- | ----- | ----- | ----- | ----- | ----- | ----- | ----- | ----- | ----- | ----- | ----- | ----- | ----- | ----- | ----- | ----- | ----- | ----- | ----- | ----- | ----- | ----- | ----- | ----- | ----- |
| 3.345 | 3.563 | 3.561 | 3.627 | 3.672 | 3.664 | 3.810 | 3.860 | 3.905 | 3.942 | 3.923 | 3.938 | 4.030 | 4.175 | 4.455 | 4.794 | 5.208 | 5.498 | 5.782 | 5.930 | 6.161 | 6.242 | 6.267 | 6.346 | 6.474 | 6.469 | 6.619 | 6.866 | 7.019 | 7.160 | 7.252 | 7.344 |

### Instalaciones públicas y construcciones de interés
El Centro Municipal de Guadalupe alberga las dependencias administrativas de la Junta municipal de Guadalupe y policía local, centros de pensionistas y de la mujer, aulas multifuncionales, salón de actos, etc.). La localidad cuenta con Centro de Salud, Colegio Público Virgen de Guadalupe (subdividido en dos centros, uno de 24 aulas y otro de 12 para Infantil, con un total de 34 tutorías y 58 profesores, siendo además unos de 25s 25 centros públicos bilingües de la Región de Murcia), Escuela Pública Infantil "Guadalupe", Polideportivo Municipal de Guadalupe con diversas e importantes instalaciones deportivas, Biblioteca Municipal de Guadalupe y el Auditorio Municipal "Maestro Romero" edificio de arquitectura emblemática en el que se incluye la Escuela de Música de Guadalupe, que dirige la Asociación Músico Cultural "Las Musas".
Otras importantes instalaciones de interés en Guadalupe son las siguientes: La Iglesia de Santa María de Guadalupe, cuyos orígenes datan de 1571, y que cuenta con importantes imágenes de los escultores Francisco Liza Alarcón y Antonio Castaño Liza, perteneciente a la tradicional escuela murciana; Ermita de San Juan; Monasterio del Sagrado Corazón (convento de religiosas Esclavas de Cristo Rey dedicado a casa de ejercicios y de oración), edificio emblemático construido en 1993. En Guadalupe están ubicadas, desde 1984, las instalaciones del Centro Territorial de Meteorología de Murcia (de la Agencia Estatal de Meteorología).

### Centros de enseñanza
Guadalupe cuenta con centros de enseñanza, tanto públicos como privados en todos los niveles educativos. Según la información oficial de la Región de Murcia (www.educarm.es), bajo su ámbito están los siguientes: 
- Escuela de Educación Infantil. Primer ciclo de Educación Infantil (0-3 años), de carácter inter local. Ubicación: calle Tierno Galván, s/n. Guadalupe.
- Colegio Público (CEIP) Virgen de Guadalupe Enseñanza bilingüe. Edificio principal, con 23 tutorías y 38 profesores. Educación Primaria. Ubicación: avenida La Constitución, s/n. Guadalupe.
- Colegio Público Virgen (CEIP) de Guadalupe Enseñanza bilingüe. Edificio anexo, con 12 tutorías y 20 profesores. Segundo ciclo de Educación Infantil y comedor. Ubicación: avenida Juan Carlos I, s/n. Guadalupe.

- Universidad Católica de San Antonio (UCAM), http://www.ucam.edu/. Centro universitario privado. Ubicación en Campus de Los Jerónimos: avenida de Los Jerónimos, 135. Guadalupe. En el curso 2019-2020 cuenta con 15.541 alumnos procedentes de los cinco continentes. Campus de la Universidad Católica en el monasterio de Los Jerónimos, Guadalupe

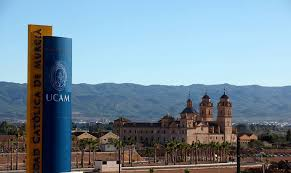
Campus de la Universidad Católica en el monasterio de Los Jerónimos, Guadalupe

### Construcciones históricas y monumentos
- Monasterio de los Jerónimos de San Pedro de la Ñora. Ubicado en Guadalupe desde su construcción a principios del siglo XVIII, entre el núcleo principal de esta localidad y el de La Ñora, estando siempre dentro del término municipal de Guadalupe. Este monasterio procede de otro anterior, fundado en 1579, en un lugar cercano que en el pasado se conoció como la Ñora de Abajo, en la actual pedanía de La Ñora; de ahí que en los capítulos monásticos de la orden fundacional se le titulara como monasterio de San Pedro de la Ñora, denominación que se mantuvo en su nuevo edificio.[2] El monasterio actual fue construido después de 1702, en sustitución de la primitiva y posteriormente desaparecida casa conventual. El conjunto monástico es llamado popularmente El Escorial Murciano. Actualmente acoge las dependencias de la Universidad Católica San Antonio de Murcia (UCAM).

- Iglesia parroquial de Santa María de Guadalupe. Existen noticias de su existencia en 1560, pero sus orígenes son medievales. Es la única iglesia dedicada a la Virgen de Guadalupe en la diócesis cartaginense, siendo un santuario regional dedicado a dicha advocación mariana que es patrona del lugar desde finales del siglo XVI, por cuya antigüedad y popularidad fue coronada canónicamente el 8 de julio del 2000. El edificio actual es del siglo XVIII y reconstruido parcialmente en 1910-12.
- Torre de Zoco. Casona rural del siglo XVII, que pertenece a la localidad de Espinardo a los señores del lugar, y que a principios del siglo XIX fue almazara y centro de actividad agrícola local. Edificio protegido, actualmente alberga un restaurante.

- Casa Torre Falcón. (Siglo XVIII). Durante tres siglos, desde que esta casona fuera edificada a primeros del siglo XVIII hasta después de iniciado el actual siglo XXI, siempre ha pertenecido al término, al pasado histórico y al patrimonio cultural de Guadalupe, una pedanía del municipio de Murcia que limita con el barrio ciudadano de Espinardo, de esta misma capital española. El gobierno municipal murciano, de forma unilateral y desleal con su pedanía de Guadalupe, le arrebató a la misma tan emblemática edificación que por derecho propio no debió hacer, haciéndolo con la preceptiva aprobación del Pleno de la Junta municipal de Guadalupe que nunca existió, cediendo un patrimonio local para agregarlo a Espinardo. Esa actuación la hizo el gobierno municipal de Murcia por interés urbanístico con el proyecto residencial de Joven Futura tras la aprobación en el 2001 del Plan General de Ordenación Urbana de la capital murciana.

- Villa de La Molineta. Casona emblemática construido hacia 1880 por el empresario y banquero murciano Eleuterio Peñafiel, que después heredó su hija mayor Patrocinio. Al fallecer ésta en 1927 toda su hacienda en Guadalupe pasó a propiedad pública cuando la Diputación Provincial de Murcia adquirió toda la finca denominada La Molineta. En 1932-1934 se instaló aquí la estación pecuaria regional de Murcia y, últimamente, la Granja Veterinaria perteneciente a la Universidad de Murcia.

- Molino Viejo de la Pólvora. Ruinas del antiguo molino de pólvoras del siglo XVII, conocido vulgarmente por Los Canalaos, existente sobre la acequia Aljufía y adquirido por el Estado a principios del siglo XVIII y que también contó con el emblemático almacén de pólvoras "La Losa", que existió en el campo de Guadalupe, junto al conocido Cabezo Blanco. La ubicación de estas ruinas son actualmente pertenecen de forma compartida por las pedanías de Guadalupe y la de Rincón de Beniscornia desde 1981, año en el que se independizó esta última de la anterior, estableciéndose el límite entre ambas el cauce de la citada acequia Aljufía, donde se ubica el molino.

- Casa clerical, situada en calle Pelagio Ferrer, de finales del siglo XIX y de origen clerical, edificada por un sacerdote local.

- Ermita de San Juan. Es una construcción contemporánea de la segunda mitad del siglo XX.

- Convento del Sagrado Corazón. Conjunto conventual con arquitectura religiosa inaugurado por la comunidad Esclavas de Cristo Rey en 1993 para casa de oración y ejercicios espirituales. Se construyó este amplio edificio tras abandonar dicha orden un ala del monasterio de Los Jerónimos, también en Guadalupe, que estuvo ocupando para la misma finalidad desde 1956.

- Monumento del V Centenario. Monumento alegórico levantado en 1981 cuando Guadalupe celebró los cinco siglos de antigüedad como núcleo de  población ya configurado en la segunda mitad del siglo XV. Contiene un huertano, como trabajador secular de la tierra, asido a un escudo del señorío de los Riquelme que se constituyó posteriormente.

- Monumento del Escudo de Guadalupe. Monumento alegórico levantado en 2007 en el parque de La Libertad junto al centro municipal de Guadalupe, representando el escudo oficial de la pedanía de Guadalupe aprobado previamente en ese mismo año por la Junta municipal de Guadalupe.

- Monumento al Músico. Levantado en 2009 en jardín público junto al centro de Salud, como reconocimiento de la tradición de bandas de música que posee de forma continuada desde los años 1830-40 en Guadalupe, localidad que ostenta el decanato regional en bandas de música.

- Monumento al escultor Francisco Liza. Levantado en 2016 en el parque de La Libertad, en reconocimiento al prolífico escultor Francisco Liza Alarcón (Guadalupe, 1929-2015), el más genuino continuador de la tradicional escuela barroca de Murcia del último cuarto de siglo XX y principios del XXI, e hijo predilecto de Guadalupe y de la ciudad y municipio de Murcia.

- Monumento al político Andrés Hernández Ros. Levantado en 2019 en el parque de La Libertad, junto al centro municipal de Guadalupe en la avenida de La Libertad, en reconocimiento al político socialista Andrés Hernández Ros (Guadalupe, 1948-2016), primer presidente de la comunidad autónoma de la Región de Murcia y quien como presidente pre autonómico del Consejo Regional fue impulsor del Estatuto de Autonomía de Murcia, por cuyo reconocimiento fue nombrado en 2012 hijo predilecto de la Región de Murcia. Ya fallecido, en el 2018 se le nombró hijo predilecto de la ciudad y municipio de Murcia.

### Comunicaciones y transportes

#### Por carretera

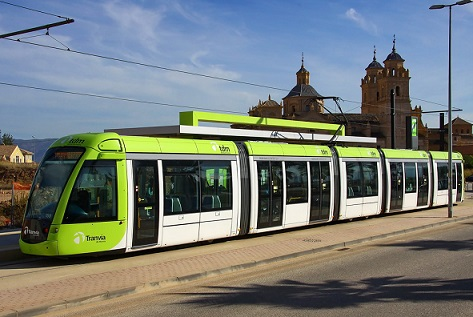
Tranvía de Murcia. Parada del monasterio de Los Jerónimos (Universidad Católica), Guadalupe

La pedanía de Guadalupe posee varias comunicaciones por carretera, teniendo acceso directo desde las autovías A-7 Autovía del Mediterráneo y A-30 Autovía de Murcia, cuyos respectivos trazados circulan en las proximidades del pueblo, con enlaces al mismo, que además está cruzado por dos carreteras regionales (la RM-B3 y la RM-B1), además de una amplia red de carreteras municipales. Actualmente está prácticamente construida en la pedanía la importante y desdoblada vía llamada Costera Norte, que circula junto al casco urbano de Guadalupe, que es un vial de doble dirección con 2 o 3 carriles en cada sentido, que une las pedanías de la zona norte del municipio de Murcia.

#### Autobús
El servicio de transporte público urbano es operado por TMP Murcia, que conecta la pedanía con la ciudad de Murcia.
| Línea | Recorrido                                   | Recorrido                         | Recorrido                                                                                 |
| ----- | ------------------------------------------- | --------------------------------- | ----------------------------------------------------------------------------------------- |
| 44    | Sangonera la Seca Polígono industrial Oeste | Alcantarilla - Murcia - Espinardo | Guadalupe - UCAM - La Ñora El Puntal - Urb. La Ladera Cementerio Pol. Ind. Cabezo Cortado |

El servicio de viajeros por carretera desde la pedanía hacia los municipios de Santomera y Beniel se engloba dentro de la marca Movibus, el sistema de transporte público interurbano de la Región de Murcia (España), que incluye los servicios de autobús de titularidad autonómica.
| Línea | Recorrido                                                   | Recorrido                                                   | Recorrido                                                   | Operador |
| ----- | ----------------------------------------------------------- | ----------------------------------------------------------- | ----------------------------------------------------------- | -------- |
| 22A   | Beniel - Santomera - Campus de Espinardo - UCAM - Murcia    | Beniel - Santomera - Campus de Espinardo - UCAM - Murcia    | Beniel - Santomera - Campus de Espinardo - UCAM - Murcia    | Monbus   |
| 22B   | La Gineta - Santomera - Campus de Espinardo - UCAM - Murcia | La Gineta - Santomera - Campus de Espinardo - UCAM - Murcia | La Gineta - Santomera - Campus de Espinardo - UCAM - Murcia | Monbus   |

Todas las paradas se encuentran distribuidas a lo largo de la avenida de Los Jerónimos.

#### Tranvía
Por Guadalupe circula la línea 1 (tramo C) del Tranvía de Murcia, que parte del Campus Universitario de Espinardo-Murcia, teniendo en Guadalupe cuatro estaciones junto a la avenida Costera Norte, siendo la última en el monasterio de Los Jerónimos, sede de la Universidad Católica de Murcia.